# Antonin Gadal
Antonin Gadal (Tarascon-sur-Ariége, Francia, 15 de marzo de 1877-Ornolac-Ussat-les-Bains, Francia, 15 de junio de 1962) fue un místico e historiador francés que dedicó su vida al estudio de los cátaros del sur de Francia, su espiritualidad, creencias e ideología.

## Vida
Gadal nació en 1877 en la ciudad pirenaica de Tarascon (región del Ariège, sur de Francia), uno de los centros del movimiento gnóstico cristiano herético conocido como de los cátaros o los albigenses en los siglos XI y XII. No muy lejos hacia el noreste se halla otro importante centro cátaro, Montsegur, el castillo que fue el último bastión de la resistencia contra los cruzados. Montaillou, la población que siguió siendo una comunidad secreta cátara hasta el siglo XIV y cuyos registros de la Inquisición fueron la base para el libro de Ladurie Montaillou, village occitan, también está cercana.
Gadal se crio en una casa cercana a la del historiador tarascón Adolphe Garrigou, especializado en la historia de los cátaros (junto con su hijo, es recordado con una placa en el edificio donde vivió en una plaza de Tarascón). Garrigou se consideraba un guardián de la memoria de la secta cristiana e, intuyendo un alma gemela en el joven Gadal, lo tomó bajo su protección como heredero de su conocimiento. Ya adulto, Gadal trabajó como maestro de escuela, pero su fascinación por los cátaros le llevó a trabajar para la Junta de Turismo de Ussat Ornolac. De este modo podía explorar las cuevas pirenaicas que creía que eran lugares de refugio y culto de los cátaros. Gracias a sus investigaciones desarrolló un detallado panorama de lo que creía eran los misterios secretos de la fe cátara.  Otto Rahn, el historiador y ocultista alemán, acudió a él en su búsqueda de los secretos de los cátaros durante los años que estuvo recorriendo las grutas cátaras del Ariège (Rahn creía que los cátaros eran los depositarios del Grial), de hecho lo menciona de forma especial en su capítulo de agradecimientos personales en su obra "Cruzada contra el Grial", publicada en 1933.

## Gadal y la espiritualidad cátara
La creencia de Gadal era que la espiritualidad de los cátaros discurría desde diversas creencias gnósticas (tales como el maniqueísmo y el gnosticismo cristiano) hasta las más antiguas fuentes de la tradición mistérica occidental (los esenios, el hermetismo, los misterios egipcios, etcétera) pero bajo el prisma de un contexto cristiano. Defendía que en la cuenca del Ariège, y más particularmente en las cuevas de Lombrives, los perfectos cátaros (la elite espiritual del movimiento) se sometían a una iniciación de tres años de duración en la cual experimentaban una transformación del alma humana, bastante parecida a la experimentada por Cristo en los Evangelios (transfiguración, muerte y resurrección). Transformados por el Espíritu Santo, los perfectos salían al mundo, habiendo 'muerto' en él, para expandir la fe cátara y ayudar a los Credenti (creyentes). Gadal creía que este proceso de iniciación estaba reflejado en el mensaje cristiano de los Evangelios y en el ciclo de la historia de Cristo, y que éste era el significado oculto de la leyenda del Grial. y además de otra leyendas
Debido a su interés en el gnosticismo cristiano de los cátaros y su creencia en su conexión con una tradición antigua, en sus últimos años Gadal contactó con los líderes del movimiento cristiano neognóstico de los Lectorium Rosicrucianum, Jan van Rijckenborgh y Catharose de Petri. Posteriormente, las teorías e ideas de Gadal se convirtieron en un elemento muy importante de la cosmología de los Lectorium y aún en la actualidad miembros de esta sociedad emprenden peregrinaciones anuales al Ariège y a las cuevas de Lombrives.

## Madurez y obras
Además de su trabajo en la región del Ariège, Gadal viajó por toda Europa y por el mundo dando conferencias sobre los cátaros y sus descubrimientos y teorías, muchas de las cuales eran rechazadas por los académicos por considerarlas demasiado místicas o especulativas. Entre sus obras podemos destacar La herencia de los cátaros y En el camino del Santo Grial, ambas impresas por Rosycross Press, la editorial de los Lectorium. Gadal murió en 1962.